# Autostrada D2 (Cehia)
Autostrada D2 (în cehă Dálnice D2) este o autostradă din Cehia. Leagă orașul Brno de granița cu Slovacia la râul Morava, lângă Lanžhot, de unde autostrada slovacă diaľnica D2 duce spre Bratislava. Întregul traseu face parte din drumul european E65.

## Istorie
Planuri pentru autostradă existau încă de la începutul anilor 1950. În 1958, s-a decis pregătirea pentru reluarea construcției de autostrăzi, cu planuri de a construi o autostradă care să lege Praga, Brno și Bratislava. Autostrada D2 a devenit parte a rețelei de autostrăzi și drumuri expres în 1963, odată cu adoptarea conceptului de dezvoltare pe termen lung a rețelei rutiere și a drumurilor locale.
Construcția autostrăzii D2 a început în 1974; primii 11 kilometri au fost deschiși în 1978. Ultima parte a autostrăzii a fost deschisă în 1980, când avea o lungime de 141 km. După dizolvarea Cehoslovaciei în 1993, 61 km din autostradă au rămas în Cehia, iar 80 km în Slovacia.

## Traseu
| Descrierea traseului |                                                                 |                 |
| D2                   |                                                                 | 41              |
| km 1                 | Nod rutier între D1 și D2: Brno                                 | D1 E50 E65 E462 |
|                      | Pod peste râul Svitava (75 m).                                  |                 |
| km 3                 | Oraș deservit: Brno-Chrlice.                                    | 152             |
|                      | Pod peste râul Litava (25 m).                                   |                 |
| km 11                | Oraș deservit: Blučina.                                         | 416             |
|                      | Zona de odihnă Zeleňák (în ambele sensuri)                      |                 |
|                      | Pod peste pârâul Křepický (40 m).                               |                 |
| km 25                | Oraș deservit: Hustopeče.                                       | 425             |
|                      | Pod peste pârâul Pradlenka (42 m).                              |                 |
|                      | Zona de odihnă Starovičky (Brno -> Lanžhot)                     |                 |
|                      | Pod peste linia de cale ferată Hodonín–Zaječí (Břeclav) (42 m). |                 |
| km 41                | Oraș deservit: Podivín.                                         | 422             |
|                      | Zona de odihnă Ladná (în ambele sensuri)                        |                 |
| km 48                | Oraș deservit: Břeclav.                                         | 55              |
|                      | Pod peste linia de cale ferată Přerov–Břeclav (104 m).          |                 |
|                      | Pod peste râul Kyjovka (49 m).                                  |                 |
|                      | Zona de odihnă Lanžhot (în ambele sensuri)                      |                 |
|                      | Pod peste pârâul Čtvrtý járek (40 m).                           |                 |
|                      | Pod peste linia de cale ferată Břeclav–Kúty (110 m).            |                 |
|                      | Pod (63 m).                                                     |                 |
|                      | Pod peste pârâul Kopanice (36 m).                               |                 |
|                      | Pod (40 m).                                                     |                 |
|                      | Pod peste Râul Morava (877 m).                                  |                 |
| D2                   |                                                                 |                 |
|                      | Frontiera dintre Cehia și Slovacia.                             |                 |
| D2                   |                                                                 |                 |